# 陳寶餘
陳寶餘（1958年4月—），中華民國陸軍二級上將（退役），馬祖人，生於福建省連江縣東引鄉中柳村，陸軍官校49期；2005年晉升少將，是東引首位將軍，2010年晉升中將，2017年晉升陸軍二級上將，是第一位馬祖人出身的最高階將領，也是第一位專案延長役期的參謀總長，在軍中被公認視為是前中國國民黨籍國防部長高華柱嫡系人馬。

## 生平
曾任陸軍司令、副參謀總長兼執行官、陸軍副司令、陸軍十軍團指揮官、參謀本部作計室參謀次長、陸軍花防部指揮官、陸軍六軍團副指揮官、陸軍司令部戰訓處長、陸軍298旅長、陸軍花防部參謀長、陸軍129旅長等職，陳氏畢業自陸軍軍官學校1980年班（69年班；正49期）、陸軍學院1994年班（83年班）及戰爭學院1999年班（88年班）。
2004年12月1日由花東防衛司令部參謀長一職調任陸軍機步298旅長職務。2005年元旦於陸軍機步298旅長任內晉升少將，(註：機步298旅為陸軍新編成的萬金機械化步兵旅，是台灣第一支機械化步兵旅，於屏東萬金營區，是國軍實施「精進案」後，第一個由「摩托化步兵旅」與「裝甲步兵旅」合併而成的「機械化步兵第298旅」，在2004年6月25日成軍；「機步298旅」是由前身裝甲395旅、摩步298旅合併編成，全旅編裝機步、戰車、砲兵及通信、聯合保修等單位，具有完整且快速應變打擊的戰力，是陸軍「精進案」實施後，第一個編成的機械化步兵旅。)
2010年7月1日，於陸軍六軍團副指揮官任內晉升中將。與陳寶餘同為陸軍官校49期畢業之中將出身者有季連成（陸軍副司令）、潘進隆（海軍陸戰隊）、何安繼（陸軍副司令）。
2017年5月1日，因擔任陸軍十軍團指揮官任內化解地方民意危機有功，陳寶餘於中華民國總統府授階為二級上將接任副總長執行官職務。成為自從曾金陵上將(2001年任第10軍團司令，2004年5月任參謀本部副參謀總長，並晉升為陸軍二級上將，創下由軍團司令直升上將的紀錄)卸任後，這十餘年間第一位陸軍十軍團指揮官晉升上將者。
2017年11月15日，在立法院內政委員會受中國國民黨立法委員曾銘宗質詢時明示，若慶富獵雷艦一案中國防部或海軍存在違法情事，其即退伍並移送法辦。
2018年2月6日花蓮發生規模6.0強震後，國防部首度指派上將級的副參謀總長執行官陳寶餘隨同搭機進駐花蓮災區坐鎮指揮。2月9日，新加坡空軍C-130運輸機抵達花蓮運送救災物資，亦由陳將軍代表迎接星國人員。
2019年4月1日接任陸軍司令，原司令王信龍調任國防大學校長。

## 參謀總長
2021年6月25日，由於參謀總長黃曙光上將該月底屆齡退伍，國防部當夜表示，經總統核定上將人事案，陸軍司令陳寶餘上將將升任參謀總長，相關人令自7月1日生效。
2022年5月，陳原本屆齡應退伍，但時任總統蔡英文考量「國防政策延續及整體建軍規劃發展」，核定陳延長服役1年。
2023年4月30日，陳參謀總長任期屆滿，時任總統蔡英文核定由原海軍司令部司令梅家樹調任。

## 荣誉

### 中华民国勋章奖章
- 三等云麾勋章（2019年4月2日于桃园大汉营区颁授[20]）
- 二等云麾勋章（2021年7月1日于桃园大汉营区中正堂颁授[21]）
- 二等宝鼎勋章（2023年4月27日于台北总统府颁授[22]）

## 外部連結
| 军职           | 军职                                                                   | 军职          |
| -------------- | ---------------------------------------------------------------------- | ------------- |
| 中華民國國防部 |                                                                        |               |
| 前任： 黃曙光  | 參謀總長 · 第二十九任 · 2021年7月1日-2023年4月30日                     | 繼任： 梅家樹 |
| 前任： 王信龍  | 陸軍司令 · 第八任 · 2019年4月1日－2021年6月30日                        | 繼任： 徐衍璞 |
| 前任： 蒲澤春  | 國防部參謀本部副參謀總長執行官 第三十一任 2017年4月28日－2019年3月31日 | 繼任： 劉志斌 |
| 前任： 潘家宇  | 陸軍司令部副司令 2016年6月1日－2017年4月28日                           | 繼任： 季連成 |
| 前任： 羅際琴  | 陸軍十軍團指揮官 第七任 2015年1月1日－2016年5月31日                    | 繼任： 周皓瑜 |